# Borken (Hesse)
Borken (Hessen) est une ville d'Allemagne située dans le Land de Hesse.

## Jumelages
- Méru (France) depuis 1964, en Picardie
- Haucourt-Moulaine-Saint-Charles (France) depuis 1966, en Lorraine
- Noailles (Oise) (France) depuis 1970, en Picardie
- Hüttschlag (Autriche) depuis 1989, dans le Land de Salzbourg
- Izabelin (Pologne) depuis 2001
- Teuchen (de) (Allemagne), dans le Land de Saxe-Anhalt

## Personnalités liées à la commune
- Wilhelm Christoph Friedrich Arnold (historien de l'art)
- Hans Wittich (mathématicien)
- Ernst Koch (écrivain et juriste)
- Johann von Geyso (général)
- Marianne Hartung (théologienne)